# Hellbergs
Hellbergs är ett svenskt företag som utvecklar, tillverkar och säljer branddörrar och säkerhetsdörrar av stål.
Företaget grundades 1950 i Erikstad, Dalsland av Kurt Hellberg och hette från början Svenska Materialaffären Kurt Hellberg AB men bytte efter några år namn till Hellbergs Industrier AB. Till en början tillverkade man tunga dörrar till Sveriges skyddsrum. 
1952 byggde man en ny fabrik med kontor i Mellerud, Dalsland och flyttade verksamheten. 1955 gjordes allra första brandtestet på en ståldörr. 
Hellbergs Industrier AB utvecklades snabbt och 1960 hade man 150 anställda. Man tillverkade branddörrar till både land och sjöss och även diverse portar samt kyl- och frysrumsdörrar.
På 1970-talet hade man som mest ca 300 anställda och var den största arbetsgivaren i Mellerud. Man var en föregångare på många områden, inte minst bland innovationer på fartygsdörrar.
1984 startades ett nytt licenskoncept. Affärsidén var att licensiera ut Hellbergs kunnande om branddörrar till marknader som var svåra att komma åt med vanlig export. Första avtalet skrevs med en fabrik i Japan som därefter började tillverka Hellbergs fartygsdörrar för den stora varvsmarknaden där. Licensverksamheten fanns under många år i olika former och med olika fabriker men avslutades helt 2016 då företaget valde att helt och hållet fokusera på den egna tillverkningen i Mellerud.
Verksamheten har sedan 90-talet renodlats och idag tillverkar Hellbergs främst olika typer av ståldörrar.
Hellbergs är ett varumärke, känt framför allt för klassade ståldörrar som branddörrar, säkerhetsdörrar, ljuddörrar, luckor, rostfria dörrar och brandskjutportar mm.